# Delphinium robustum
Delphinium robustum är en ranunkelväxtart som beskrevs av Per Axel Rydberg. Delphinium robustum ingår i släktet storriddarsporrar, och familjen ranunkelväxter. Inga underarter finns listade i Catalogue of Life.